# Højland
Højland defineres[kilde mangler] som terræn, der ligger mere end 200 meter over havets overflade. 